# Susanne van Soldt-manuscript
Het Susanne van Soldt-manuscript is een handschrift met een verzameling muziek voor klavecimbel of andere toetsinstrumenten uit de tweede helft van de 16e eeuw. Het handschrift bevindt zich in de British Library te Londen onder de signatuur Add. 29485.
De bundel werd rond 1599 samengesteld door de Antwerpse koopmansdochter Susanne van Soldt (Londen, 18 maart 1586 – Amsterdam, 27 augustus 1615) en geldt als een van de belangrijkste bronnen voor Nederlandse muziek uit deze tijd. Het Susanne van Soldt-Manuscript bevat 33 bewerkingen van wereldlijke liederen, dansen en psalmen (volgens de Geneefse melodieën) die in de 16e eeuw populair waren.